# Davide D'Angelo
Pour les articles homonymes, voir D'Angelo.
Davide D'Angelo  (né le 20 août 1982 à Ancône, dans les Marches) est un coureur cycliste italien. 

## Biographie
En 2007, il termine troisième du Trofeo Internazionale Bastianelli. L'année suivante il signe dans l'équipe hongroise P-Nívó Betonexpressz 2000 Corratec et remporte pour sa première année chez les professionnels une étape du Tour de Roumanie.

## Palmarès
- 2008
  - 1re étape du Tour de Roumanie
  - 2e du Grand Prix Hydraulika Mikolasek
- 2010
  - 6e étape du Tour de Serbie

## Classements mondiaux
| Année           | 2007 | 2008 | 2009 | 2010 |
| --------------- | ---- | ---- | ---- | ---- |
| UCI Europe Tour | 522e | 263e |      | 617e |